# Bernie Sanders
Bernard „Bernie” Sanders (Brooklyn, New York, 1941. szeptember 8. –) amerikai szociáldemokrata politikus, Vermont állam korábbi kongresszusi képviselője, jelenlegi szenátora. Politikai karrierjének alapköve a vermonti Burlington város polgármesteri címe volt. 2016-ban indult az amerikai elnökválasztáson demokrata színekben, de akkor Hillary Clinton lett a párt elnökjelöltje. A 2020-as elnökválasztáson újra indult, majd visszalépett Joe Biden javára.

## Élete

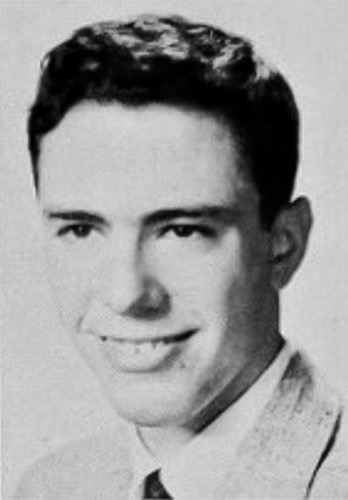
Bernie Sanders 18 évesen 1959-ben

Sanders 1941. szeptember 8-án született a New York-i Brooklynban. Szülei lengyel zsidó bevándorlók voltak, apjának egész családját kiirtották a Holokausztban. Szegénységben nőtt fel, mégis sikerült bejutnia a Brooklyn College-ra majd a Chicagói Egyetemre is, ahol 1964-ben végzett politikatudományból.
Ugyanebben az évben feleségül vette Deborah Shillinget de két év múlva gyerekek nélkül elváltak. 1988-ban aztán összeházasodott Jane Driscroll-lal, akivel azóta is együtt élnek és három gyereket fogadtak örökbe majd neveltek fel. Sanders felvállalja zsidó származását, de nem tartja magát nagyon vallásos embernek. Felesége katolikus, és ő maga is többször pozitívan nyilatkozott a római pápáról. Testvére Lawrence 'Larry' Sanders 2005 és 2013 között az Oxfordi városi tanácsban volt zöld párti képviselő, 2015-ben Nyugat-Oxford és Abingdon körzetben indult parlamenti képviselőnek, de konzervatív ellenfele legyőzte.

## Politikai karrier
Sanders a hatvanas és hetvenes években számos háborúellenes, antirasszista és baloldali mozgalomban részt vett, tüntetéseket szervezett és vett részt rajtuk. Rövid időre tagja volt a Fiatalok Szocialista Ligájának (Young People's Socialist League, YPSL 1907–1972) amely akkor az Amerikai Szocialista Párt (Socialist Party of America, 1901–1972) ifjúsági tagozata volt.
1971-ben tagja lett a Szabadság Egységpártnak (Liberty Union Party), és az ő színeikben próbálkozott folyamatosan szenátori és képviselőházi pozíciót szerezni, sikertelenül.
1981-ben függetlenként elnyerte a vermonti Burlington polgármesteri székét, legyőzve a hat ciklus óta regnáló demokrata jelöltet. 1983-ban 53, 1985-ben 55%-kal nyert a választásokon, 1987-ben legyőzte Paul Lafayette demokrata jelöltet, aki mögé a republikánusok is beálltak.

### Képviselőház és Szenátus
1988-ban Sanders függetlenként elindult a képviselőházi választáson, de néhány százalékkal lemaradt a republikánus Peter Smith-szel szemben. Két év múlva azonban elsöprő többséggel nyerte meg a képviselőséget. Innentől 2006-ig 16 éven át folyamatosan újrázni tudott egy kivételével mindig nagy többséggel.
Sanders 2006-ban a szavazatok kétharmadát megszerezve nyerte meg Vermont állam szenátusi választását, a Demokrata Párt támogatásával. Többek között az akkor szenátor Barack Obama is kampányolt mellette. 2012-ben a szavazatok 71%-ával ismételte meg győzelmét, így 2018-ig tart a mandátuma.

### 2016-os elnökválasztás

A 2016-os demokrata előválasztáson megnyert államok

Sanders 2015. május 26-án jelentette be indulását a 2016-os elnökválasztáson demokrata színekben. Rendszerellenes szólamaival gyorsan népszerű lett a fiatalok körében és nyár közepére már 15%-os támogatottsága volt. Ekkorra vált nyilvánvalóvá, hogy ő lesz a demokrata pártelit centrista jelöltjének, Hillary Clintonnak az egyedüli kihívója, így a Hillaryt elutasítók egyre nagyobb tömegekben csatlakoztak kampányához.
Az amerikaiak körében különösen népszerűvé vált azzal, hogy nem fogad el bizonyos összegnél nagyobb kampánytámogatást senkitől, így Clintonnal ellentétben programját nem befolyásolják nagy mértékben a Wall Street-i milliárdosok.
Sanders kampánya szeptember közepéig sikert sikerre halmozott, akkor ő 25%-on állt, míg Hillary támogatottsága a korábbi 60-ról 44%-ra esett vissza. Ekkor azonban az első elnökjelölti viták következtében megfordult a tendencia és decemberre Clinton visszaerősödött 55%-ra, míg Sanders 30%-on megakadt. A kampány januárban a legelőször választó Iowa államra koncentrált, ahol példa nélküli szoros verseny alakult ki, és Clinton 0,25 százalékkal nyert. A következő New Hampshire államban viszont Sanders elsöprő győzelmet aratott 22,4%-os különbséggel.
A március elsején tartott szuperkedden, amikor sok (főleg déli) állam szavaz egyszerre, Clinton olyan komoly győzelmet aratott, hogy sokan az előválasztások végét jósolták a delegáltak számának nagy különbsége miatt, Sanders azonban nem lépett ki és kampánya később komoly sikereket is elért. Ilyen volt például Michigan állambeli győzelme, ahol a közvélemény-kutatók történelmi tévedéseként 20%-os hátrányt jeleztek előre neki. A delegáltak számában való különbség március 15-én csúcsozott 328 főben, a hónap végére azonban ezt sikerült Sandersnek 228-asra csökkentenie. Ezzel Clinton a jelöltséghez szükséges biztos delegáltak 31%-át birtokolja, míg Sanders a 26%-ukat.[forrás?]

### 2020-as elnökválasztás

A 2020-as demokrata előválasztáson megnyert államok

2019. február 19-én Sanders a vermonti nyilvános rádióban jelentettebe, hogy elindul a 2020-as amerikai elnökválasztáson és kéri a Demokrata Párt jelölését. Ugyanezen a napon bejelentette kampányát a CBS This Morning műsorban, John Dickersonnal készített interjúban. A 2019. évi kampánybejelentésével egyidejűleg kijelentette, hogy betartja a Demokrata Párt új elnökjelöltekre vonatkozó szabályát, és megerősíti tagságát a pártban. 2019. március 5-én aláírt egy hivatalos nyilatkozatot, amelyet „hűséggaranciának” hívnak, amelyben kijelenti, hogy a Demokrata Párt tagja, és hogy demokrataként fog szolgálni, ha megválasztják.
Sanders kampányfőnöke Faiz Shakir volt. A kampányt segítették még a Ben & Jerry's társalapítója Ben Cohen, Ro Khanna és Nina Turner képviselők és San Juan polgármestere Carmen Yulín Cruz.
Az előválasztáson azonban Sanders csak a szuperkeddig vezetett, amikor a gyengén kezdő Joe Biden a déli államok afroamerikai lakosainak szavazataival előretört. A többi centrista jelölt visszalépett Biden javára, így végül Biden győzött. Sanders baloldali programja a legalább középosztálybeli szavazók számára adóemelést jelentett volna.

## Politikai nézetei
Sanders önmagát „demokratikus szocialistának” nevezi, progresszív, csodálja a szociáldemokrácia skandináv modelljét, és a munkahelyi demokrácia támogatója. Támogatja az egyszeri fizetős egészségügyi ellátást, a fizetett szülői szabadságot, valamint a tandíjmentes felsőoktatást. Támogatja a gyógyszerek költségeinek csökkentését azáltal, hogy megreformálná a szabadalmi törvényeket, lehetővé téve az olcsóbb generikus verziók eladását az Egyesült Államokban. Támogatta Barack Obama egészségbiztosítási reform törvényét, az Obamacare-t. 2015 novemberében beszédet mondott a Georgetowni Egyetemen, ahol kifejtette a demokratikus szocializmusról alkotott véleményét, illetve annak szerepét Franklin D. Roosevelt és Lyndon B. Johnson elnökök politikájában. Hogy mit jelent a demokratikus szocializmus számára? Erre Sanders azt válaszolta:
|  | „Nem hiszem, hogy a kormánynak kellene átvennie az utcán lévő élelmiszerboltokat vagy birtokolnia kellene termelési eszközöket, de azt hiszem, hogy a középosztály és az amerikai gazdagságot növelő munkáscsaládok megérdemlik a tisztességes életszínvonalat, és jövedelmüknek emelkednie, nem pedig csökkennie kell. Hiszek azokban a magánvállalatokban, amelyek virágoznak, befektetnek és nőnek Amerikában, a vállalatok, amelyek itt munkahelyeket teremtenek, ahelyett, hogy Amerikában bezárnak, és az alacsony külföldi bérű munkaerő kiaknázásával növelnék profitjukat.” |
|  | |

Noam Chomsky és Thomas Frank az egész politikai karrierje során elfoglalt pozíciói és szavazatai alapján Sanderset egy "New Deal"-nek írták le. Chomskyval együtt tagja az Amerikai Demokratikus Szocialisták szervezetnek.

### Klímaváltozás
Sanders komoly problémának tekinti a globális felmelegedést, és támogatja a merészebb fellépéseket annak hatásainak megfordítása érdekében. Jelentős infrastrukturális beruházásokra szólít fel, kiemelkedő célkitűzésként pedig az „energiahatékonyságot és fenntarthatóságot”, valamint a munkahelyteremtést. Úgy véli, hogy az éghajlatváltozás a legnagyobb veszélyt jelent a nemzetbiztonságra. Azt mondta, hogy a családtervezés hozzájárulhat az éghajlatváltozás elleni küzdelemhez. Ellenzi a dakotai csővezeték megépítését, azon az alapon, hogy hasonlóan a Keystone XL csővezetékhez „jelentős hatással lesz éghajlatra”. 2019-ben bejelentette, hogy támogatja a Green New Deal jogszabályt, és csatlakozott Alexandria Ocasio-Cortez és Earl Blumenauer képviselőkhöz olyan jogszabályjavaslatban, amely az éghajlatváltozást nemzeti és nemzetközi vészhelyzetnek nyilvánítja.

### Társadalmi kérdések
A társadalmi kérdésekben Sanders már régóta liberális álláspontot képviselt. 1983-ban Burlington polgármestereként az LMBT jogok mellett állt, és az 1996-os házasság védelemről szóló törvény ellen szavazott. 2006-ban kijelentette, hogy nem volt megfelelő idő az azonos neműek házasságának legalizálására Vermontban, de később 2009-ben támogatta az azonos neműek házasságának legalizálását, amelyet abban az évben el is fogadtak. Feministának tartja magát, abortuszjogi mozgalmak támogatója. Elítéli az intézményesített rasszizmust, és büntető igazságszolgáltatási reformra szólított fel a börtönben lévők számának csökkentése érdekében, a rendőri brutalitása elleni fellépés mellett szól, valamint támogatja a magánjellegű, nonprofit börtönök és a halálbüntetés eltörlését. Támogatja a Black Lives Matter jogvédő civil mozgalmat. Támogatja a marihuána törvényesítését szövetségi szinten is, a polgárok fokozottabb demokratikus részvételét, a kampányfinanszírozás reformját és egy alkotmánymódosítást vagy egy bírósági határozatot, amely megsemmisíti a Citizens United kontra FEC kampányfinanszírozásról szóló határozatot.